# Orientospilus individuus
Orientospilus individuus är en stekelart som beskrevs av Morley 1912. Orientospilus individuus ingår i släktet Orientospilus och familjen brokparasitsteklar. Inga underarter finns listade i Catalogue of Life.